# Драгана Бартула
Драгана Бартула (Бијељина, 25. април 1988) српска је и босанскохерцеговачка одбојкашица. Члан је Женске одбојкашке репрезентације Босне и Херцеговине. Учествовала је на Медитеранским играма 2009. године. Одбојкашки савез Републике Српске прогласио ју је најбољом одбојкашицом Републике Српске за 2005. годину.

## Спортска каријера
Одбојкашки клубови за које је играла Драгана Бартула:
- ЖОК Клек (2006/07 — 2009/10)
- (2010/11 — 2011/12)
- (2012/13 — 2013/14)
- (2014/15 — 2015/16)
- Istres Ouest-Provence VB (2017/18 — 2018/19)